# Закон дисперсии
Зако́н диспе́рсии, или дисперсио́нное соотноше́ние, в теории волн — функция зависимости частоты волны от волнового вектора:
{\displaystyle \omega =\omega (\mathbf {k} )}.
Математический вид этой зависимости, выражающей связь временно́й и пространственной периодичности волны, определяется свойствами рассматриваемых колебаний и среды, в которой они распространяются. 
Из закона дисперсии можно получить фазовую и групповую скорости волны:
{\displaystyle \mathbf {v} _{\text{ph}}={\frac {\omega }{k}}\cdot {\frac {\mathbf {k} }{k}},\quad \mathbf {v} _{\text{gr}}={\frac {d\omega }{d\mathbf {k} }}}.
В простейшем случае линейной связи {\displaystyle \omega } и {\displaystyle k} эти скорости совпадают. 
Законы дисперсии существуют для волн любой природы, в том числе для электромагнитных и упругих. Концепция корпускулярно-волнового дуализма позволяет записать данный закон также для волн де Бройля, ассоциируемых с частицами, например электронами. 
Иногда дисперсионное соотношение задаётся в виде зависимости
{\displaystyle E=E(\mathbf {k} )}
для энергии кванта колебаний (фотона, фонона) {\displaystyle E=\hbar \omega } или частицы, где {\displaystyle \hbar } — постоянная Планка-Дирака.

## Волновое уравнение и дисперсия
В гармоническом решении классического волнового уравнения фазовая скорость не зависит от волнового числа. Однако различные эффекты, возникающие в среде, могут приводить к появлению дополнительных членов в дифференциальном уравнении, описывающем распространение в этой среде волн. При подстановке в такое уравнение гармонической функции, можно увидеть, что она всё ещё является решением, но связь между частотой и волновым числом уже не линейная, что эквивалентно зависимости фазовой скорости от волнового числа. 

## Нахождение дисперсионного соотношения
Дисперсионные соотношения могут быть рассчитаны в рамках тех или иных моделей среды.
Экспериментально они не измеряются напрямую, но подлежат определению на основе анализа распространения волн. Например, закон дисперсии электромагнитной волны в некоторой среде можно получить на базе измерений частотной зависимости показателя преломления.

## Примеры для волн различных типов

### Дисперсия видимого света в оптике

Разложение пучка света в спектр при прохождении стеклянной призмы вследствие явления дисперсии света в стекле — нелинейности закона дисперсии для света в среде

Дисперсия возникает, если фазовая скорость распространения волны зависит от её волнового числа, что имеет место, когда закон дисперсии нелинеен. Среда, в которой возникает дисперсия, называется дисперсионной или диспергирующей средой. Такой средой в частности является стекло. Можно показать, что нелинейное дисперсионное соотношение для волн, распространяющихся в стекле, приводит к зависимости показателя преломления от длины волны. 
Дисперсия стекла и закон Снеллиуса приводят к возможности использования стеклянной призмы в качестве простейшего спектрального прибора (см. картинку).

### Упругие колебания атомов в цепочке
Пусть имеется одномерная линейная цепочка атомов массой {\displaystyle m}, расстояние между ними {\displaystyle d}. Сместим {\displaystyle n}-й атом на малое расстояние {\displaystyle u_{n}}. Из-за малости отклонения сила взаимодействия атомов будет квазиупругой.
С учётом ближайших соседей, действующая на {\displaystyle n}-й атом сила запишется как 
{\displaystyle F_{n}=-\beta (u_{n}-u_{n+1})-\beta (u_{n}-u_{n-1})=\beta (u_{n+1}-2u_{n}+u_{n-1}),}
где {\displaystyle \beta } — коэффициент. Уравнение движения для {\displaystyle n}-го атома имеет вид
{\displaystyle ma_{n}=F_{n}\quad \Longleftrightarrow \quad m{\cfrac {d^{2}u_{n}}{dt^{2}}}=\beta (u_{n+1}-2u_{n}+u_{n-1})}.
Его решение ищется в форме {\displaystyle Ae^{i(kd-\omega t)}}, где {\displaystyle k} — волновое число, {\displaystyle A=\,}const, а {\displaystyle \omega } — частота. Тогда
{\displaystyle -m\omega ^{2}=\beta (e^{ikd}+e^{-ikd}-2)=-2\beta (1-\cos kd)=-4\beta \sin ^{2}(kd/2),}
откуда получается:
{\displaystyle \omega =\pm \omega _{m}\sin {kd/2},\,\,} где {\displaystyle \,\,\omega _{m}=2{\sqrt {\beta /m}}}.
Это и есть зависимость частоты от волнового числа, то есть закон дисперсии, для одноатомной цепочки.

### Законы дисперсии для электронов
В физике твёрдого тела закон дисперсии выражает связь между энергией электрона и его волновым вектором. Такие зависимости могут иметь достаточно сложный вид. На их основе рассчитывается эффективная масса электрона в разных квантовых состояниях.
В полупроводниках, в диапазоне энергий электрона {\displaystyle E} вблизи минимума зоны проводимости {\displaystyle E_{c}} дисперсионное соотношение часто повторяет соответствующее выражение для случая вакуума, но с эффективной массой {\displaystyle m^{*}} отличной от массы свободного электрона:
{\displaystyle E=E_{c}+\hbar ^{2}k^{2}/2m^{*}}.
Однако при повышении энергии выражение значительно модифицируется.